# Homo pampeanus
Homo pampeanus (hombre de la pampa ), según la hipótesis del científico argentino Florentino Amegino (1854-1911), fue la primera especie del género Homo, que habría especiado en América del Sur y posteriormente poblado todo el planeta. Expuso esta hipótesis en el Primer Congreso Internacional Americanista celebrado en París en 1879. 

## La hipótesis

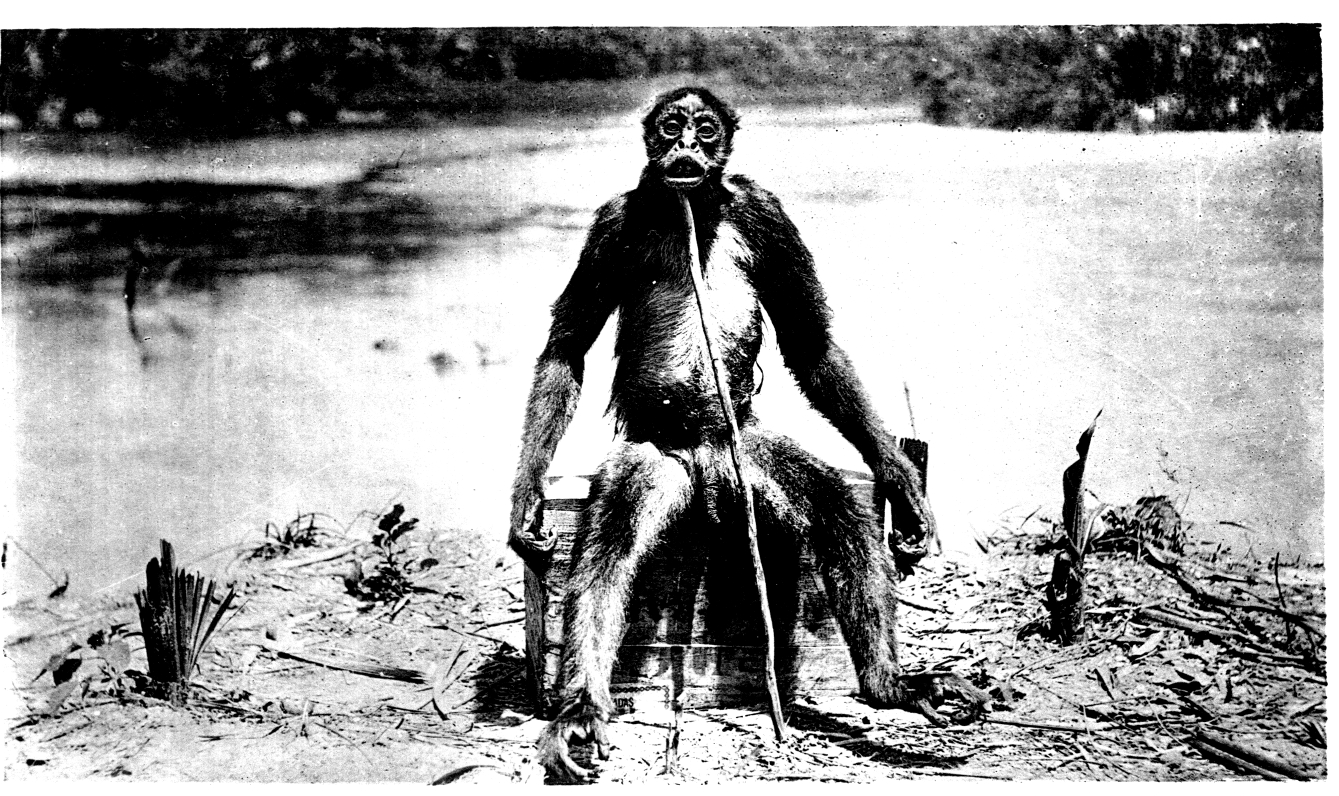
Foto de Francois de Loys de un simio antropoide

Según la hipótesis de Ameghino, los simios estadounidenses del Mioceno se vieron obligados por la evolución a adaptarse a las praderas de la Pampa y andar de pie. Pasaron por varias etapas, desde la más antigua, el Tetraprothomo que evolucionó hasta el Triprothomo, que fue seguido por el Diprothomo y, finalmente, nuestro antepasado, «el hombre de la Pampa» ( Homo pampeanus ) que después cruzó los puentes terrestres que se trasladaron al Viejo Mundo . 
Ameghino basó sus hallazgos en herramientas de piedra, huesos con evidencias de manipulación humana y también evidencia de incendios causados por el hombre, tales como huesos quemados y arcilla endurecida (que no podrían haber sido provocados por incendios naturales debido a las altas temperaturas requeridas)
El interés en esta hipótesis revivió brevemente cuando el geólogo suizo François de Loys dijo encontrar en Colombia «grandes monos desconocidos, similares a los antropoides» . Loys afirmó que disparó a uno de ellos, e incluso fotografió el cadáver.  La mayoría de los científicos creen que la fotografía muestra una mona araña (Ateles) muerta, fotografiada sentada sobre una caja para parecer «más humana». Algunos de los zoólogos sugieren que el mono puede pertenecer a una especie desconocida por la ciencia, pero en ningún caso es un antropoide.

## Controversia
La hipótesis no cuenta con un respaldo de evidencias arqueológicas ni paleontológicas fiable; en el Nuevo Mundo no se han encontrado fósiles de otro Homo que no sea el Homo sapiens.
Finalmente se comprobaría que los restos hallados por Ameghino serían de H. sapiens y su teoría sería desestimada por los arqueólogos y paleontólogos de la época.

## El hueso del Plioceno con una punta de flecha

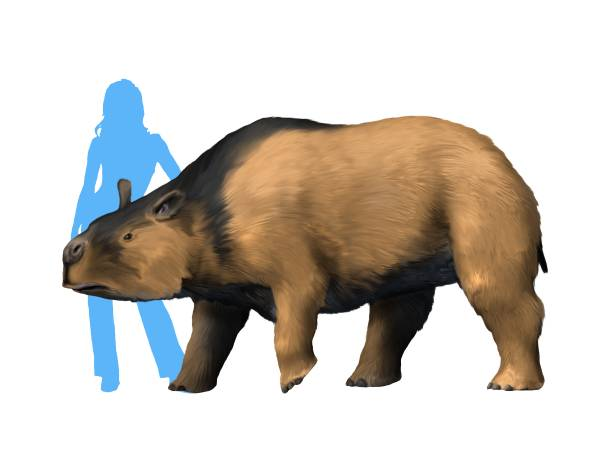
Toxodon platensis

Existe un hueso del fémur de un toxodon (animal de la megafauna extinguido) con una punta de flecha incrustada en el mismo fechada en el Plioceno Tardà (hace unos 2-3 millones de años). Se encontró en Miramar, en la costa atlántica de la provincia de Buenos Aires . Tras la muerte de Florentino Ameghino, su hermano Carlos continuó con su obra. 
Aunque algunos lo han desacreditado como un engaño, uno de los críticos de Ameghino, Romero (1915), creyó que la punta de flecha la había situado un indio de un período posterior que utilizó el hueso como herramienta. De algún modo la herramienta quedó enterrada en estratos más antiguos y esto provocó que se datara como Plioceno Tardío. 
Borman (1921), por su parte, aunque no pudo demostrarlo, creyó que era una farsa, y sospechó que Parodi, quien trabajaba para el museo, había enganchado de algún modo la punta de flecha en un antiguo hueso de toxodon fósil y posteriormente «lo descubrió». No encontró ninguna prueba que demostrara que Parodi se había comportado nunca de forma fraudulenta.